# Hannes Hafstein
Hannes Þórður Pétursson Hafstein (ur. 4 grudnia 1861 w Möðruvellir, zm. 13 grudnia 1922 w Reykjavíku) – islandzki polityk i poeta. W 1904 roku został pierwszym premierem Islandii i pierwszym Islandczykiem mianowanym jako członek Gabinetu Danii jako Minister ds. Islandii oraz jako członek Gabinetu Deuntzner odpowiadając za islandzki parlament Althing.
Urodził się na farmie Möðruvellir w dolinie Hörgárdalur na Islandii. Jego rodzicami byli: Pétur Havstein (17 lutego 1812 – 24 czerwca 1875) Gubernator Północnej i Wschodniej Islandii oraz Kristjana Gunnarsdóttir Havstein (20 września 1836 – 24 lutego 1927) siostra dyrektora pierwszego banku na Islandii Tryggvi Gunnarssona.
Ukończył edukację na Islandii (Stúdentspróf) w 1880 roku po czym skończył prawo na Uniwersytecie w Kopenhadze w 1886. Był posłem to Althingu w latach 1900–1901, 1903-1915 i 1916-1922. Brał udział w jego ostatnim posiedzeniu w 1917 roku.
Został premierem Islandii 1 lutego 1904, i pozostał nim do 31 marca 1909. Następnie pełnił funkcję prezesa Banku Islandii. W 1912 został wybrany przewodniczącym Althingu, po czym znów wrócił na stanowisko prezesa Banku Islandii. Był także aktywnym pisarzem i poetą. Współtwórca realizmu w literaturze islandzkiej, od 1882 związany z pismem Verðandi. Niespodziewana śmierć w 1922 roku przerwała jego polityczną karierę. Hannes Hafstein zmarł w Reykjaviku 13 grudnia 1922.